# Windgassen (Wuppertal)
Windgassen ist ein Weiler im Wuppertaler Wohnquartier Herbringhausen im Stadtbezirk Langerfeld-Beyenburg.

## Geografie
Der Weiler besteht aus zwei Siedlungsplätzen, die früher in Obere- und Untere Windgassen unterschieden wurden. Beide Siedlungsplätze liegen umgeben von hügeligen landwirtschaftlichen Flächen westlich der Herbringhauser Talsperre auf 305 bzw. 302 m ü. NHN nahe der Stadtgrenze zu Remscheid-Lüttringhausen. Westlich liegen Hastberg, die Hastberger Mühle und der Luckhauser Kotten, nördlich die Weiler Wefelpütt und Herbringhausen und südlich die Hofschaft Olpe.

## Etymologie und Geschichte
Im Mittelalter gehörte das 1350 erstmals urkundlich erwähnte Windgassen neben neun weiteren Höfen zur Honschaft Garschagen im Kirchspiel Lüttringhausen des Amtes Beyenburg. 1547 sind in einer Liste der Hand- und Spanndienste drei Wohnstätten belegt. Der Hof war zu dieser Zeit Teil des Hofverbands Mosblech, der ein Allod der bergischen Herzöge war. 1715 wird der Weiler auf der Topographia Ducatus Montani als H.Windgaten bzw. n. Windgaten bezeichnet.
1815/16 lebten 63 Einwohner im Ort. 1832 war Windgassen weiterhin Teil der Honschaft Garschagen, die der Bürgermeisterei Lüttringhausen angehörte. Der laut der Statistik und Topographie des Regierungsbezirks Düsseldorf als Weiler bezeichnete Ort besaß zu dieser Zeit zehn Wohnhäuser, ein Fabrikationsstätte und neun landwirtschaftliche Gebäude. Zu dieser Zeit lebten 52 Einwohner im Ort, 8 katholische und 44 evangelischen Glaubens. Im Gemeindelexikon für die Provinz Rheinland von 1888 werden acht Wohnhäuser mit 46 Einwohnern angegeben.